# یواس‌اس ماتابست (ای‌اوجی-۵۲)
یواس‌اس ماتابست (ای‌اوجی-۵۲) (به انگلیسی: USS Mattabesset (AOG-52)) یک کشتی بود که طول آن ۳۱۰ فوت ۹ اینچ (۹۴٫۷۲ متر) بود. این کشتی در سال ۱۹۴۴ ساخته شد.